# Sommer-Paralympics 2012/Teilnehmer (Saudi-Arabien)
| stlisierte Goldmedaille | stlisierte Silbermedaille | stlisierte Bronzemedaille |
| ----------------------- | ------------------------- | ------------------------- |
| —                       | 1                         | —                         |

Saudi-Arabien entsandte zu den Paralympischen Sommerspielen 2012 in London (29. August bis 9. September) eine aus vier männlichen Sportlern bestehende Mannschaft.

## Teilnehmer nach Sportart

### Leichtathletik
| Athleten           | Wettbewerb           | Vorlauf/Vorkampf | Vorlauf/Vorkampf | Halbfinale    | Halbfinale    | Finale                | Finale                | Rang                  |
| Athleten           | Wettbewerb           | Zeit/Weite       | Rang             | Zeit/Weite    | Rang          | Zeit/Weite            | Rang                  | Rang                  |
| ------------------ | -------------------- | ---------------- | ---------------- | ------------- | ------------- | --------------------- | --------------------- | --------------------- |
| Männer             |                      |                  |                  |               |               |                       |                       |                       |
| Saeed Alkhaldi     | 100 m T46            | 11,41 s          | 4                | ausgeschieden | ausgeschieden | ausgeschieden         | ausgeschieden         | ausgeschieden         |
| Hani Alnakhli      | Diskuswurf F32/33/34 | –                | –                | –             | –             | 34,65 m               | 2                     | Silber                |
| Hani Alnakhli      | Kugelstoßen F32/33   | –                | –                | –             | –             | 8,16 m                | 9                     | 9                     |
| Osamah al-Shanqiti | Kugelstoßen F11/12   | –                | –                | –             | –             | kein gültiger Versuch | kein gültiger Versuch | kein gültiger Versuch |
| Osamah al-Shanqiti | Dreisprung F12       | –                | –                | –             | –             | 14,10 m               | 5                     | 5                     |

### Powerlifting (Bankdrücken)
| Athleten        | Wettbewerb        | Gewicht | Rang |
| Männer          |                   |         |      |
| Bassam al-Hawal | Klasse bis 100 kg | 195     | 8    |